# Каштановый чирок
Каштановый чирок (лат. Anas castanea) — вид настоящих уток, распространенный в Южной Австралии.

## Описание
Самец имеет характерный зеленый окрас головы и пятнисто-коричневое тело. У самки коричневая голова и пятнисто-коричневое тело. Самка почти точная копия внешности серого чирка.

## Места обитания
Каштановый чирок предпочитает прибрежные эстуарии и влажные равнины и выбирает водоемы с соленой водой.

## Питание
Этот вид всеяден.

## Размножение
Чирки строят гнезда в нижних частях пней деревьев или иногда на земле. Оба родителя высиживаю яйца.

## Охрана
Утка находится под защитой National Parks and Wildlife Act, 1974.

## Фотогалерея

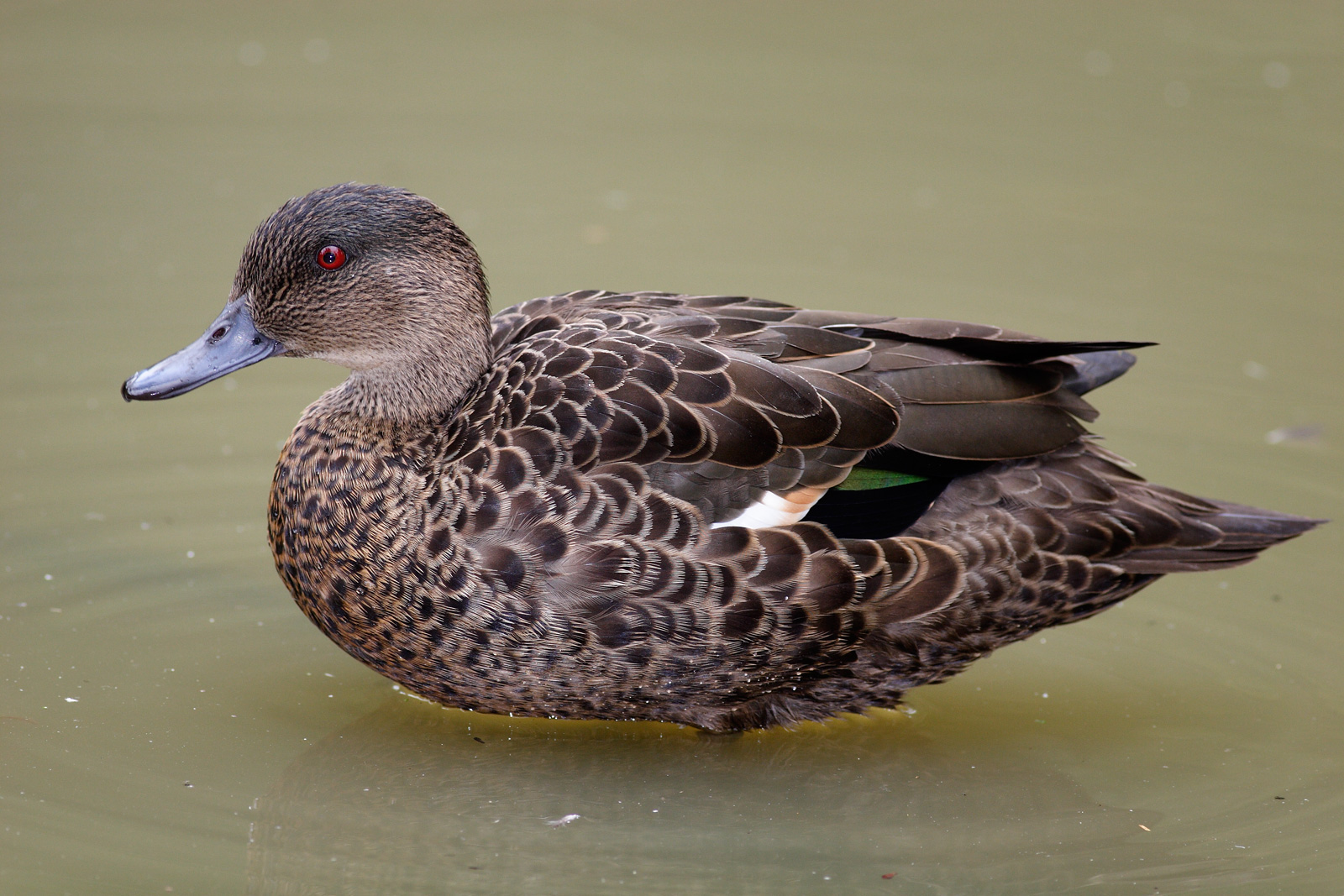
Самка
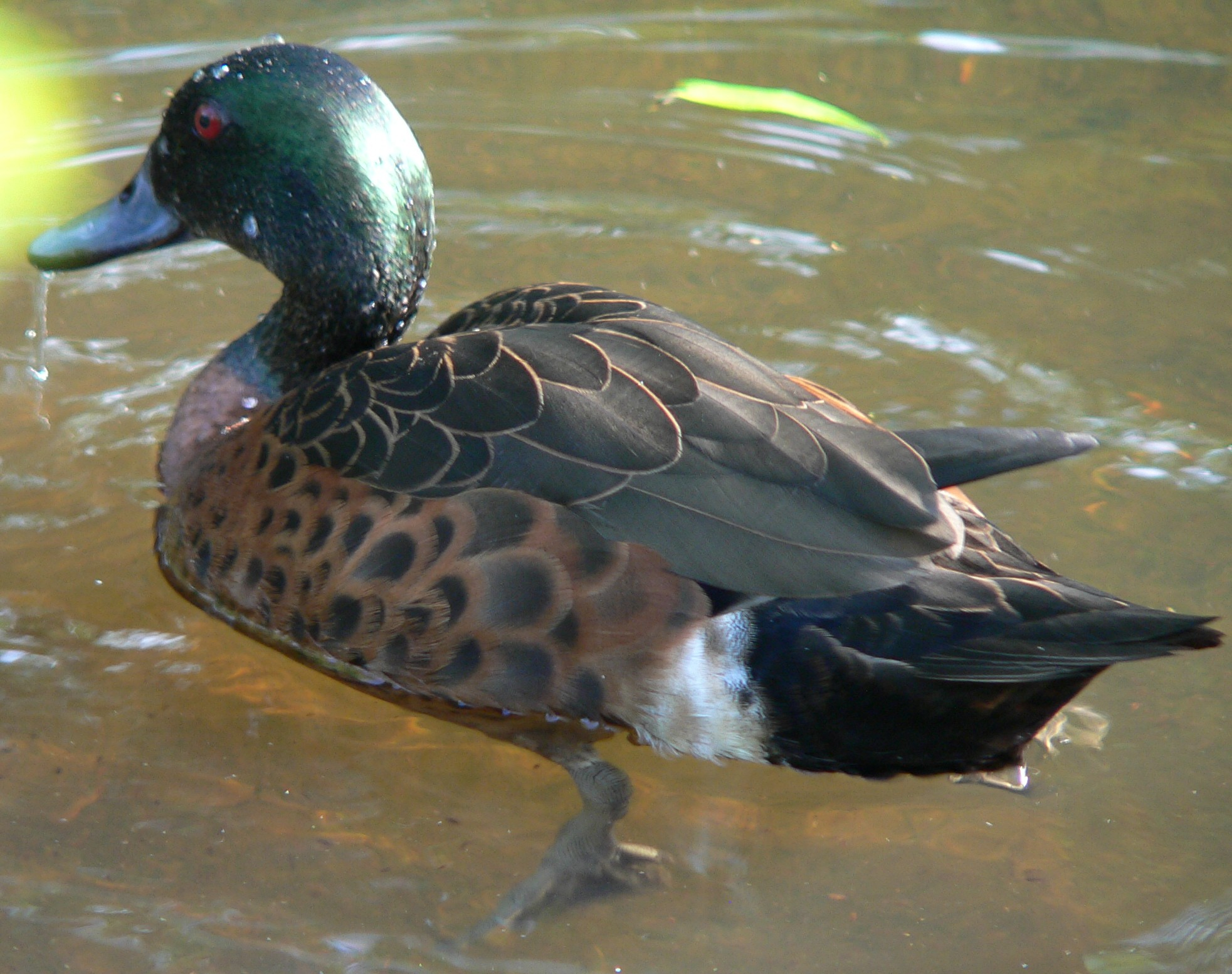
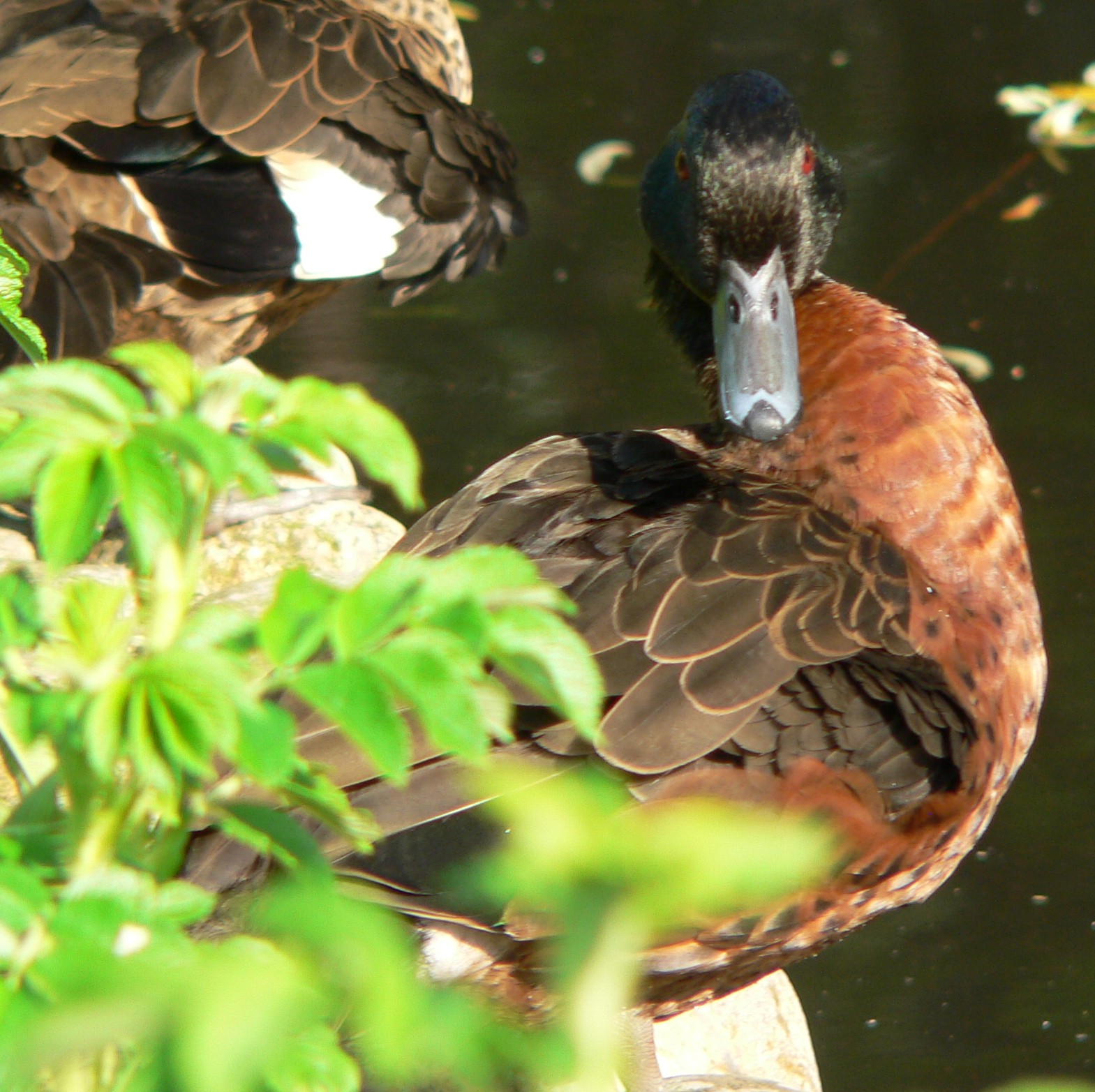
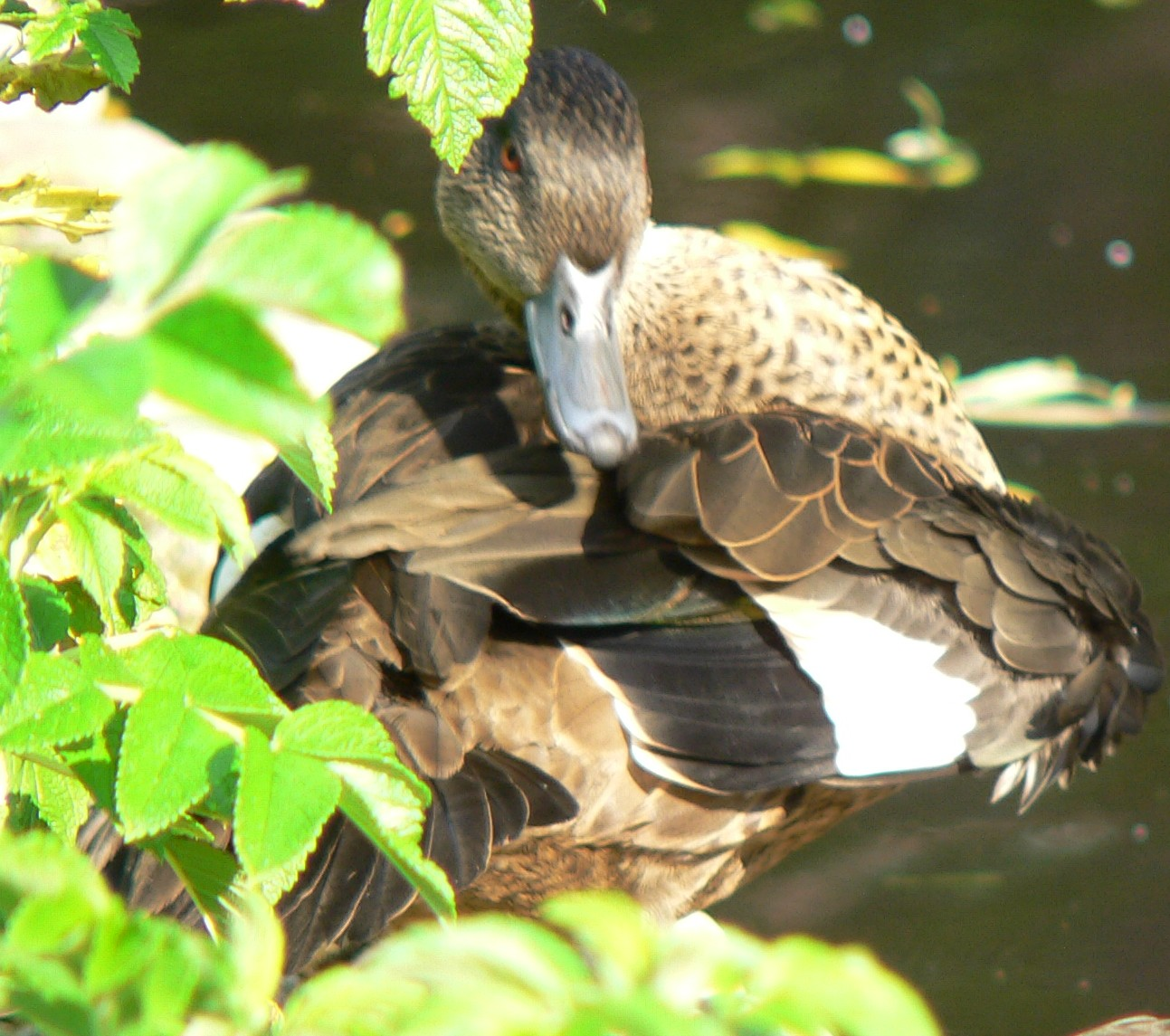
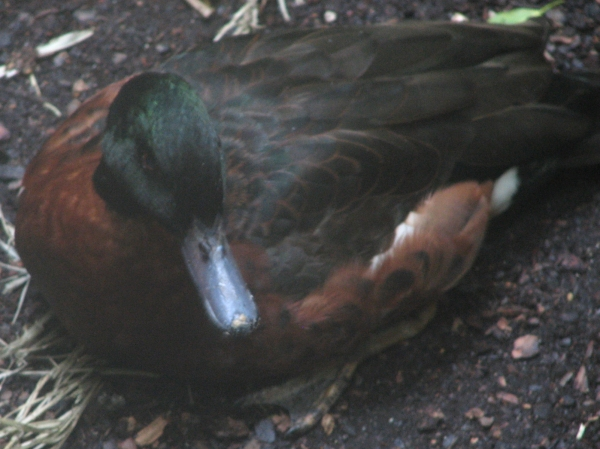